# Edward Clark Potter

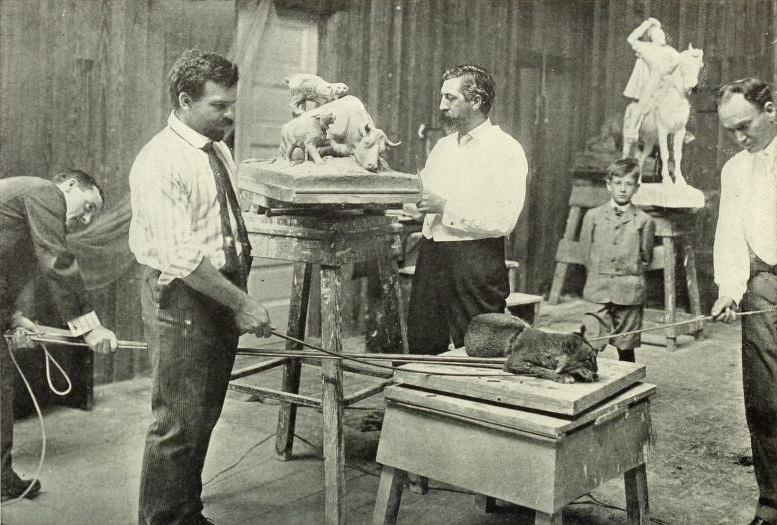
Edward C. Potter beim Modellieren einer Wildkatze in seinem Atelier, vor 1905

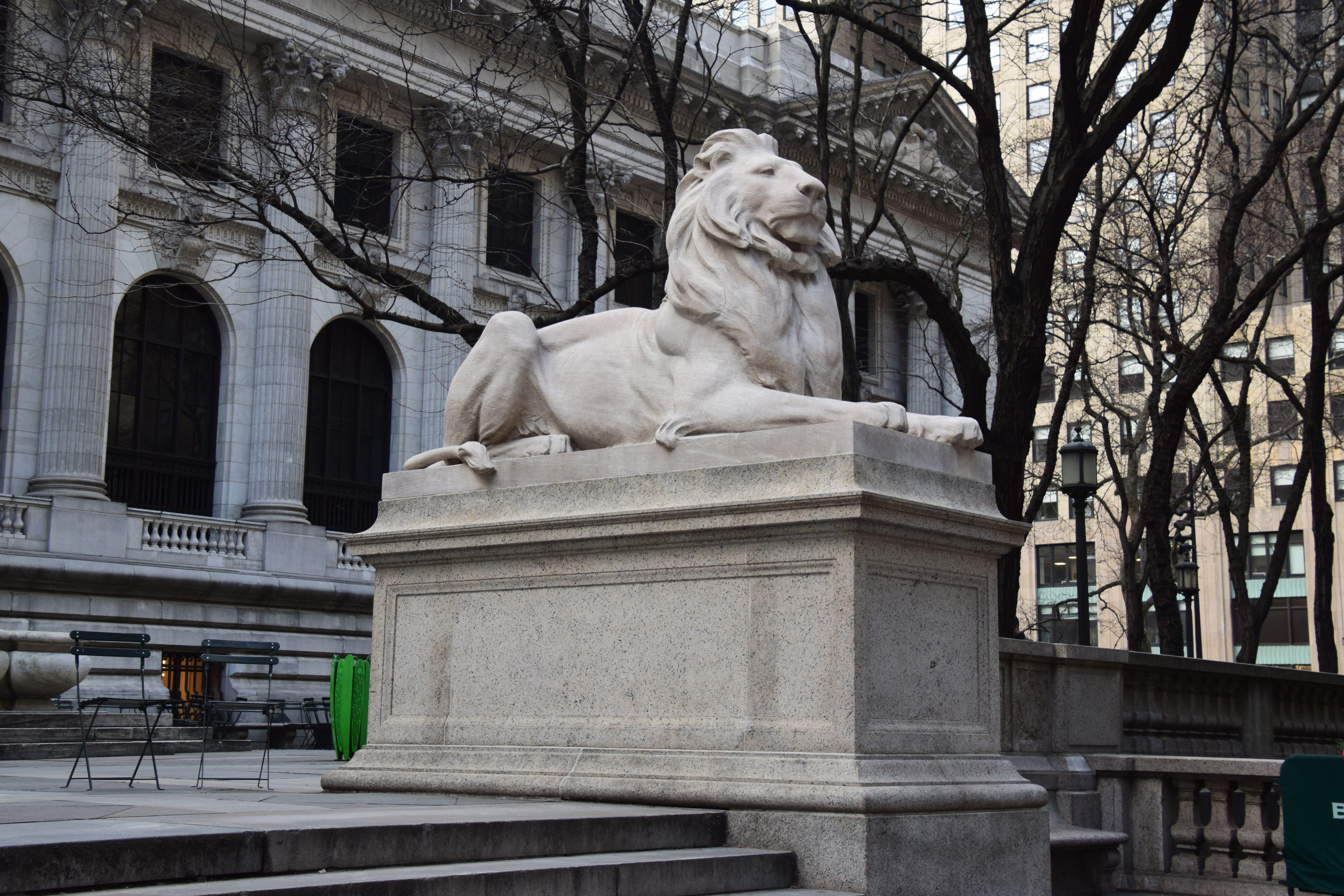
Einer der beiden Löwen vor der New York Public Library

Edward Clark Potter (* 26. November 1857 in New London, Connecticut; † 21. Juni 1923 in New York City) war ein amerikanischer Bildhauer, der sich auf Tierdarstellungen und Reiterstatuen spezialisierte. Besonders bekannt wurde er durch die Löwenstatuen vor der New York Public Library.

## Leben
Edward Clark Potter wurde in New London, Connecticut geboren und wuchs in Enfield, Massachusetts auf. Er studierte am Amherst College und arbeitete zunächst als Architekt. Sein Interesse an der Bildhauerei führte ihn nach Paris, wo er an der Académie Julian bei Emmanuel Frémiet, einem bekannten Tierbildhauer, studierte. Nach seiner Rückkehr in die Vereinigten Staaten arbeitete er mit dem Bildhauer Daniel Chester French zusammen und spezialisierte sich auf Tierskulpturen.

## Werk

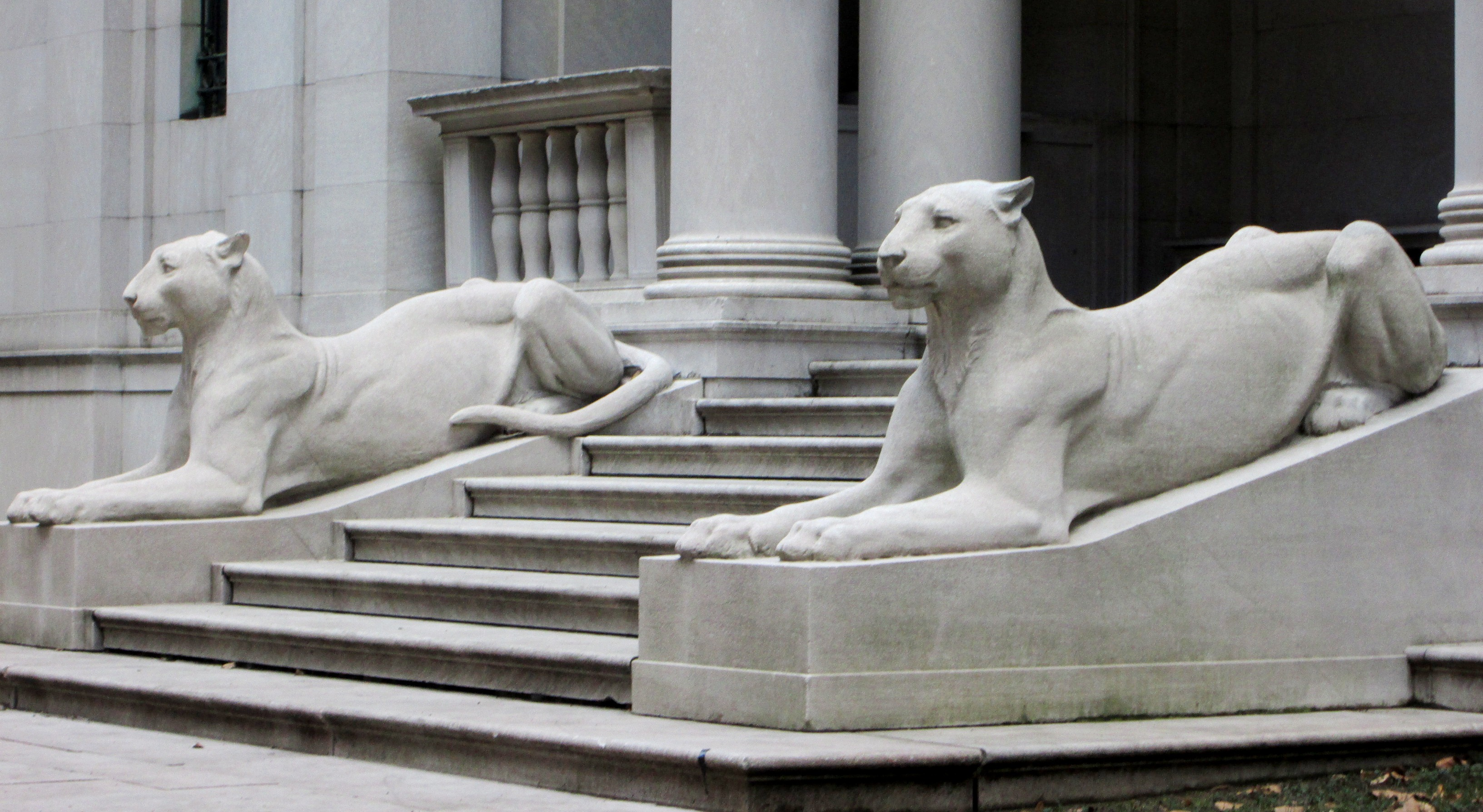
Zwei Löwen von Edward Clark Potter vor der Morgan Library & Museum (ehemals Pierpont Morgan Library), New York

Edward Clark Potter war bekannt für seine realistischen und detailgetreuen Darstellungen von Tieren, insbesondere von Pferden und Löwen. Seine Fähigkeit, die Anatomie und den Charakter der Tiere einzufangen, machte ihn zu einem gefragten Künstler für öffentliche Denkmäler und Reiterstandbilder. Zu seinen wichtigsten Werken zählen:
- Schlafender Faun (1887–1889): Die Skulptur befindet sich im Metropolitan Museum of Art in New York City.
- Büste von Vizepräsident William A. Wheeler (1890–1892): Ausgestellt im Kapitol der Vereinigten Staaten in Washington, D.C.
- Reiterstatue von Generalmajor Henry W. Slocum (1902): Aufgestellt auf dem Schlachtfeld von Gettysburg, Pennsylvania.
- Reiterstatue von Generalmajor Charles Devens (1905–1906): Vor dem Worcester County Courthouse in Worcester, Massachusetts.
- Löwen der New York Public Library (1910–1911): Die beiden Marmorlöwen, bekannt als Patience und Fortitude, bewachen den Eingang der Hauptfiliale der Bibliothek in Manhattan.
- Reiterstatue von Generalmajor Philip Kearny (1912–1914): Im Arlington National Cemetery in Arlington, Virginia.